# Jean-Paul Sac
Jean-Paul Sac, né le 14 décembre 1927 à Mulhouse est un résistant français. Il est blessé, le 28 novembre 1944, par les Allemands près de Bussang et meurt de ses blessures.  

## Biographie
Il est le fils de Georges Sac, instituteur, et de Germaine Lutringer, institutrice,. 
Pendant la Seconde Guerre mondiale, sa famille refuse l'annexion de fait de l'Alsace. Elle se réfugie dans la commune du Thillot et Jean-Paul Sac fait ses études au collège de Vesoul.
Georges Sac et Jean-Paul aident activement la famille Lutenbacher dont la ferme au Drumont est située côté français près de la nouvelle frontière entre l'Allemagne et la France. Le père Nicolas et ses nombreux enfants (12 au total dont 8 fils, mobilisés en 1939 dans l'armée française) sont en effet très impliqués, au sein de la Septième colonne d'Alsace, dans une importante filière d'évasion de prisonniers de guerre français (PG), évadés d'Allemagne. Les évasions sont particulièrement difficiles du fait du terrain montagneux et de la surveillance constante des douaniers allemands.
Jean Paul Sac intègre à 16 ans les Forces françaises de l'intérieur (FFI) du secteur de Bussang. Durant l'année 1944, des maquis se sont formés à l'ouest du Drumont. Mais en été, deux miliciens, déguisés en résistants cherchant à bénéficier de la filière d'évasion, sollicitent Eugène Lutenbacher à Fellering, responsable d'un maquis, puis son père Nicolas.
Le 22 septembre 1944, peut être à la suite de cette tentative d'infiltration, une formation composée d'Allemands et de miliciens cerne la ferme du Drumont et l'incendie. Tous les membres présents des familles Lutenbacher et Sac sont arrêtés. Jean Paul Sac et son père sont transférés dans une usine à Bussang où ils sont retenus captifs. Sa mère, est arrêtée, détenue à Thann, puis à Mulhouse, avant d'être déportée au camp de sûreté de Vorbruck-Schirmeck d'où elle sera libérée le 23 novembre. 
Le 24 septembre, Jean-Paul Sac, son père, Nicolas et Paul Lutenbacher, ainsi que deux résistants vosgiens sont amenés au lieu-dit Steingraben, près de Urbès pour y être fusillés. En arrivant sur les lieux, Jean Paul Sac réussit à s'échapper, à se cacher dans la forêt puis dans la maison d'un garde-forestier à Bussang. Les cinq autres résistants sont fusillés et leurs corps poussés dans un cours d'eau. 
Le 26 novembre 1944, Jean-Paul Sac se propose spontanément pour guider dans le massif vosgien des éléments du corps franc Pommiès. Le 28 novembre 1944, il est blessé grièvement par les Allemands au lieu-dit « Plain du Repos », près de Bussang. Il est évacué sur Saint-Maurice-sur-Moselle où il meurt, peu après, des suites de ses blessures.

## Distinctions
Il est reconnu « mort pour la France ».
A titre posthume le 21 janvier 1945 avec la citation à l'ordre de l'armée suivante :  

« Jeune homme du Thillot, réfugié dans le commune de Bussang, s'est offert spontanément pour guider dans la montagne des éléments avancés du Corps Franc. Intrépide et courageux, heureux de servir la France, a rendu des services immenses grâce auxquels les unités du Corps Francs ont pu prendre leurs positions et attaquer l'ennemi. A été grièvement blessé à la tête d'un détachement qu'il dirigeait dans les bois du massif du Drumont (Vosges). »

- Médaille militaire [2],[3].
- Croix de guerre 1939-1945[2].

## Reconnaissance
- Depuis le 23 novembre 2014, la salle annexe de la médiathèque du Thillot porte son nom[5].
- Une stèle portant son nom se dresse à l'endroit où il est mort[5].
- Son nom figure également sur  : 
  - la plaque commémorative de la ferme auberge du Drumont[2].
  - le Mémorial National du Corps Franc Pommiés 49e Régiment d'infanterie érigé à Castelnau-Magnoac[2].